# قبيلة المذاكرة
المذاكرة هي قبيلة مغربية عربية أمازيغية، تقليديا جزء من اتحاد قبيلة الشاوية.

## أصول
أعتذر عن الخطأ. إليك النص المعدل:
كانت قبيلة المذاكرة في الأصل تتألف من عنصرين متميزين: عنصر أمازيغي تمثله فرقة المليلة، وعنصر عربي يشمل فرقتي الأحلاف وأولاد صباح.
يُعتقد أن المليلة ينحدرون تاريخيًا من فرع الهوارة، أحفاد ملد، شقيق هوار وابن أورِيغ. وكان لأورِيغ أربعة أبناء، لكن جميع ذريتهم يُعرفون باسم الهوارة، نظرًا لشهرة هوار، الابن الأكبر والأبرز بينهم.
خلال الفتح الإسلامي، كانت قبائل الهوارة تقيم في طرابلس، بعضها مستقر والبعض الآخر يعيش حياة الترحال. لاحقًا، هاجرت إلى تونس، ثم نتيجة للصراعات المتكررة في تاريخ الأمازيغ، تم دفعها تدريجيًا نحو الغرب، مما أدى إلى تفرقها عبر المغرب الكبير. ذكر ابن خلدون العديد من المناطق في المغرب التي تحمل اسم الهوارة، حيث استقرت فروع من هذه القبيلة، التي كانت يومًا ما مستقلة وفخورة، لكنها أصبحت فقيرة بسبب الضرائب وضعيفة بفعل تقلبات التاريخ.
أما الأحلاف، فيُعتقد أنهم ينتمون إلى سلالة معقلية استقرت في شمال شرق المغرب. وقد انقسم هذا التجمع إلى فرعين رئيسيين: العمرنة والمونبات، وهما من نسل الأخوين عمر ومونبا. يظل تاريخ وصول الأحلاف إلى منطقة تامسنا غير مؤكد. ووفقًا لابن خلدون، فإن بعض فروع الأحلاف، مثل سليمان بن نجي بن عمارة، كانت تجوب الصحراء بقطعانها، تعترض القوافل وتهاجم القرى في الصحراء.
أما أصل أولاد صباح، فهو موضوع جدل. وفقًا للمؤرخ في كتاب الاستقصا، فإن هذه القبيلة تنتمي إلى الرياحيين الهلاليين وتنحدر من أولاد أخضر، الذين هم بدورهم أحفاد عمرو بن رياح. ومع ذلك، ينسبهم ابن خلدون إلى سلالة عرب معقل، وهو ما يبدو أكثر منطقية نظرًا لانتمائهم إلى أولاد علي، وهي قبيلة يغلب عليها الطابع المعقلي. ويُعتقد أن أولاد صباح جاءوا من ضفاف الملوية.
كما أن أولاد علي يشتركون في الأصل المعقلي، ويرتبطون غالبًا بأولاد جلال، أحفاد محمد بن معقل عبر جلال، شقيق منصور بن محمد بن معقل.
يبدو أن الأمازيغ الهوارة والعرب المعقل، أسلاف المذاكرة وأولاد علي، قد حلوا فوق تجمع أقدم، هو قبيلة البرغواطيين، وهي قبيلة مصمودية أصيلة في منطقة تامسنا القديمة. وقد اختفى البرغواطيون في القرن الثاني عشر نتيجة الاضطهاد الإدريسي والمرابطي والموحدي، متزامنًا مع وصول العرب إلى المغرب.
من بين فروع المليلة، يُعتبر أولاد صلاح من أحفاد البرغواطيين المفترضين، ويجسدون هذا الإرث. وتربطهم قصتهم المعقدة بـصلاح بن يعقوب بن إسحاق بن طريف المطغري المجوسي، وهو جد أسطوري.
قبل قرنين من الزمن، كانت قبيلة المذاكرة تتألف من عدد قليل من الخيام. وكان تجمعهم الصغير، المعزول في الغابة، قد تعزز بعناصر خارجية مثل الدكالة، والسمالة، والأرديغة، وأهل تادلة، وأولاد حريز. هربت هذه المجموعات من انتقام قادتهم واستقرت بين المذاكرة، حيث اندمجت معهم في النهاية. تعكس هذه التطورات الثروة التاريخية والتنوع الذي يشكل القبيلة اليوم.

## التاريخ
كانت قبيلتا المذاكرة وأولاد علي جزءًا من مجموعة أولاد بو عطية في الماضي.
قبل أكثر من قرن بقليل، كانت القبيلتان تسيطران على أراضي المقرتو، وزيو، وجزء من قبيلة مزاب (لا يجب الخلط بين هذه القبيلة وقبيلة مزاب الجزائرية.)  الحالية. أثناء نزاع بين أولاد بو رزق وأولاد بو عطية، طلبت المذاكرة دعم قبيلة مزاب. لكن هذا التحالف المؤقت انقلب ضدهم. إذ إن قبيلة مزاب، التي كانت أراضيها الشرقية قد استولى عليها أهل تادلة، تخلت عن المذاكرة في خضم المعركة وهاجمتهم. وبعد أن تم دفعهم، انسحبت المذاكرة غرب المقرتو، وطردت في طريقها قبيلتي الزياردة وأولاد زيان، المنتميتين إلى مجموعة الشهاونة.
منذ ذلك الحين، تؤكد المذاكرة أنها لم تُبرم أي تحالف مع أي قبيلة أخرى.
تحت حكم السلطان مولاي سليمان عام 1805، وُضعت قبيلتا المذاكرة وأولاد علي تحت سلطة القواد من قبيلة أولاد حريز. وكان أول قائد هو بو شعيب بن عثمان، لكن الأبرز بينهم كان القائد غِرِيران، واسمه الحقيقي محمد بن عبد الخالق الحلوفي الحريزي.
كما ذكرنا سابقًا، انهارت قوة غريران لاحقًا. من الصعب تحديد متى تمكنت المذاكرة وأولاد علي من التحرر من سيطرة آل برشيد. ومع ذلك، وفقًا للروايات المحلية، لم تعد هذه السيطرة تشمل سوى المذاكرة وأولاد حريز خلال فترة حكم السلطان مولاي عبد الرحمن (1822-1859).
آخر قائد حريزي حكم المذاكرة كان سي عبد السلام برشيد، خلال عهد السلطان مولاي عبد العزيز. لكن سلطته اقتصرت على أولاد علي وأولاد صباح الذين كانوا يعيشون في السهل (موالين اللوطا). أما الأحلاف والمليلة في الغابة (موالين الغابة)، فلم يعترفوا بسلطته أبدًا، على الرغم من إدراجهم في الظهير. فقد عاشوا في حالة سيبة دون قائد مباشر، وكانت كل فرقة فرعية تُدار من قبل أحد أعضائها. كانت جولات الخليفة في المنطقة تُقابل ببرود من طرف الوجهاء، وأحيانًا بحجارة أو حتى إطلاق نار من السكان.
حافظت قبيلة المذاكرة، وخاصة سكان الغابة (موالين الغابة)، على درجة من الاستقلالية عن المخزن. عند إعلان السلطان مولاي عبد العزيز، أبدت القبيلة ولاءً ظاهريًا، كما فعلت جميع قبائل الشاوية، لكنها سرعان ما انفصلت عن السلطان بمجرد معرفتها بعلاقاته مع الأوروبيين والمعاهدات التي كان يعقدها معهم.
أصبحت غابة المذاكرة بعد ذلك ملاذًا لكل الساخطين: أولاد حريز، الدكالة، بني مسكين وغيرهم، الذين كانوا يفرون من سيطرة سي عبد السلام برشيد والقواد الآخرين. نظم المذاكرة واللاجئون إدارة ذاتية، حيث تولوا الأمن بأنفسهم وأسسوا الدجاوكة (نظام الشرطة القبلية).
رأى المذاكرة وأولاد علي في مولاي عبد الحفيظ محررًا للمغرب، ومجاهدًا يهدف إلى طرد الفرنسيين، وتحرير البلاد من سلطان غير جدير، وإلغاء المعاهدات الموقعة مع الأوروبيين. لكنهم لم يعترفوا به إلا بعد تلقي وعد رسمي من ابن عمه مولاي رشيد بأنه سيلتزم بتنفيذ تلك التعهدات.

## النزاعات وتطور العلاقات مع المخزن (القرنين الثامن عشر والتاسع عشر)[1]
تاريخيًا، كانت قبيلة المذاكرة تحتل أراضي المقرتو وزيو وجزءًا من قبيلة مزاب الحالية. خلال حرب ضد أولاد بو رزق، عقدت المذاكرة تحالفًا مؤقتًا مع قبيلة مزاب. إلا أن هذا التحالف انقلب عليهم عندما هاجمتهم قبيلة مزاب. دفع ذلك المذاكرة إلى التراجع غرب المقرتو، حيث تمكنوا من السيطرة على الزياردة وأولاد زيان. منذ ذلك الحين، رفضت المذاكرة عقد أي تحالف قبلي.
في عهد السلطان مولاي سليمان عام 1805، وُضعت قبيلة المذاكرة تحت سلطة قُواد أولاد حريز. كان أشهر هؤلاء القُواد محمد بن عبد الخالق الحلوفي. ومع ذلك، ومع مرور الوقت، قاومت المذاكرة هذه الهيمنة، واحتفظت بدرجة من الاستقلالية، لا سيما في المناطق الغابية.

## المقاومة ضد فرنسا (القرنين التاسع عشر والعشرين)[1]
خلال غزو فرنسا للمغرب، شاركت قبيلة المذاكرة بنشاط في المعارك ضد القوات الفرنسية أثناء حملة تهدئة منطقة الشاوية (1907-1914). أبدت القبيلة مقاومة شديدة، خاصة خلال معركة الفخاخة عام 1908. ورغم شجاعتهم البارزة، أُجبروا على الاستسلام عام 1912. انضمت الفصائل المختلفة لقبيلة المذاكرة تدريجيًا، حيث كانت أولاد صباح أول من استسلم، تلاهم أولاد علي ثم المليلة.
شاركت قبيلة المذاكرة في جميع المعارك التي خاضتها قبائل الشاوية ضد القوات الفرنسية. وكانت القبيلة الوحيدة التي صمدت حتى نهاية الحملة. اضطر الفرنسيون إلى تشكيل وحدة خاصة لقمعهم. وبفضل طبيعتهم القتالية، خاضوا المعارك بشراسة، وكانت معركة هضبة الفخاخة، التي وقعت في 28 فبراير 1908، من أكثر المعارك دموية خلال تلك الحملة.

### التنظيم القبلي[1]
كانت قبيلة المذاكرة مقسمة إلى أربع مجموعات رئيسية، كل منها تحت قيادة زعيم:
1. الأحلاف: قادهم الحمر بن منصور، وكان حامل الراية (مول الترادة) علي بلحاج، خليفة الأحلاف.
2. أولاد صباح: بقيادة عبد القادر بن فرجية، وكان حامل الراية علي بلعربي.
3. أولاد علي: قادهم الحاج العربي ولد المدكورية، القائد السابق للفرقة، وكان حامل الراية الشيخ محمد بن عامر.
4. المليلة: بقيادة الشيخ الحاج المكي بن بلهول، وكان حامل الراية الشيخ ولد إدريس.

### أبرز القادة
كان الزعيم الأكثر نفوذًا بينهم الحمر بن منصور، الذي انحاز إلى قضية مولاي حفيظ أثناء وصول "المحلة" إلى القبيلة، وهي قوات تعزيزية بقيادة القائد عمر السكاني. ومع ذلك، لم يستسلم الحمر بن منصور إلا في عام 1912، قبل فترة وجيزة من تنازل مولاي حفيظ عن العرش.

### مراحل الاستسلام
كانت أولاد صباح أول من استسلم، ثم تبعهم أولاد علي والمليلة. وأخيرًا، بحلول يوليو 1908، طلبت الأحلاف الأمان تحت تأثير القائد محمد.

### الوفاء بالالتزامات
ظلّت قبيلة المذاكرة دائمًا وفية لالتزاماتها. فقد قدمت وحدة تضم 100 فارس إلى محلة مولاي عبد العزيز أثناء حملته ضد مولاي حفيظ. وبعد هزيمة مولاي عبد العزيز، لم يكن للاضطرابات التي أثارها بن عزوزي أي تأثير على القبيلة.

## إِقلِيم
تقع قبيلة المذاكرة شمالًا بجوار الزياردة وأولاد زيان، غربًا بجوار أولاد حريز، شرقًا بجوار الزعير، وجنوبًا بجوار قبيلتي مزاب و أعشاش. يشمل إقليمهم مساحة على شكل سداسي يبلغ طول كل جانب حوالي 20 كيلومترًا، بمساحة إجمالية تقدر بحوالي 70,000 هكتار. يحدهم شمالًا خط العرض 37°20 وجنوبًا منطقة المقرتو، بينما تقع حدودهم الشرقية والغربية على وادي دالية، على بعد ستة كيلومترات شرق قُلتا الدريب وسيدي شعبون.
أولاد صباح، أحد فروع المذاكرة، يمتلكون كامل أراضيهم في سهل الشاوية. أراضيهم خصبة للغاية وزراعتهم متطورة جدًا. ومع ذلك، فإن الأراضي المخصصة للرعي نادرة، مما يدفعهم خلال فصل الشتاء لإرسال قطعانهم إلى القبائل المجاورة مثل المديونة، الأحلاف، والمليلة.
أما الأحلاف والمليلة، وهما أيضًا من فروع المذاكرة، إلى جانب أولاد علي، فتتوزع أراضيهم جزئيًا على سفوح الهضاب المحيطة بمنطقة الشاوية، وجزئيًا في السهول الجبلية الواقعة بعد وادي زمران. على الضفة اليسرى لهذا الوادي، تظهر نفس المحاصيل المزروعة في السهول، بينما تغلب على الضفة اليمنى الغابات والشجيرات. نتيجة لذلك، تتحرك السكان بين المنطقتين: في الشتاء يقودون قطعانهم للرعي في الجبال، وفي الصيف يعودون لاستغلال الأراضي الزراعية.
تتركز الكثافة السكانية بشكل أكبر في منطقة التيرس، حيث يعيش السكان بشكل مستقر. وهذا ينطبق على أولاد صباح وأولاد علي. أما المليلة والأحلاف، فهم شبه رحل، يقضون حوالي أربعة أشهر من الشتاء في الغابات. يبلغ متوسط الكثافة السكانية حوالي 25 نسمة لكل كيلومتر مربع.

## التقسيم القبلي
القبيلة موضوع الدراسة مقسمة إلى مجموعتين رئيسيتين:
أهل السهول (موالين اللوطا) من أصل عربي: من بين أشهر رؤسائهم القائد عبد القادر بن الحاج المعطي ولد الفرجية.
أ. أولاد صباح:
- الزبيرات القادمون من تادلة وتشمل فصائلهم: الرزازقة أولاد محمد، موالين الشرف، الشبانة.
- أولاد عطية القادمون من تادلة.
- أولاد فايدة القادمون من تادلة.
- أولاد زيدان من أصل أورديغي وتشمل فصائلهم: أولاد السيّد، أولاد الأحرار، أولاد قاسم، أولاد يحيى، أولاد ميرة.
- أولاد قرة من أصل أورديغي وتشمل فصائلهم: أولاد الطاهر، أولاد بوشعيب.

ب. أولاد علي
أهل الغابات (موالين الغابة) من أصل عربي-أمازيغي:
أ. الأحلاف: هم من أصل عربي. من أشهر رؤسائهم القائد محمد ولد العربي بن الحاج الحسن.
- أولاد الحسن وتشمل فصائلهم: المحاريك، البلديين، أولاد زيد.
- أولاد الجيج وتشمل فصائلهم: الشعبة، أولاد أحمد بن شريف.
- الزكامة.

ب. المليلة: هم من أصل أمازيغي. من بين أشهر رؤسائهم القائد المعطي بن الطاهر. ينتمي المليلة في التاريخ القديم إلى فرع الهوارة. أثناء الفتح الإسلامي، كانت جميع قبائل الهوارة مستقرة في طرابلس، ومنها انتقلوا إلى تونس، ثم تفرقوا في أنحاء المغرب الكبير. لا تزال عدة مناطق في المغرب تحمل اسم الهوارة نظرًا لاستيطان فروع من هذه القبيلة فيها.
- أولاد صالح يُعتبرون من أحفاد البرغواطيين. يُقال إنهم ينحدرون من اليهودي صلاح بن يعقوب بن إسحاق. فصائلهم: أولاد مصطفى، أولاد الحاج، الحشالفة.
- أولاد عيسى وتشمل فصائلهم: المعادنين، أولاد عودة، الرواسات، أولاد عيسى.
- وزيكة.
- تارش.
- أولاد موسى.
- الخبزيين.
- أولاد وهب.
- المعتقة.
- المزاريع وتشمل فصائلهم: أولاد مغيلي، أولاد الشرفاء، الجوابر، أولاد عزوز.
- الثامنة.
- الكرامة.
- الأحلاف.

## الشخصيات البارزة والمشاهير[1]
كان معظمهم أولياء وصوفيين يمتلكون أضرحة. بالنسبة للكثيرين منهم، تظل حياتهم غير معروفة، وقد تكون المعلومات عن تاريخهم قد فُقدت مع مرور الزمن. في الواقع، قبل الاستعمار الفرنسي للمغرب، كانت التقاليد في معظم المناطق تُنقل شفويًا. وفيما يلي قائمة غير شاملة لبعض هؤلاء:
عند أولاد صباح:
- سيدي موسى بن عايد
- سيدي أحمد بن عليان
- سيدي محمد مجيب
- سيدي الغزواني
- سيدي بولغمان
- دومة السالم
- سيدي مسعود
- سيدي محمد بن عبد الله
- سيدي مبارك
- سيدي بن نوار
- سيدي أحمد التاغي

عند الأحلاف:
- سيدي بوعبيد
- للا عائشة
- سيدي علي بن إبراهيم
- سيدي عسيلة
- سيدي الغزواني
- سيدي قاسم
- سيدي محمد مجيب
- سيدي مولى الطالعة
- سيدي برشيد

عند المليلة:
- سيدي مبارك
- سيدي مولى الكماري
- مولاي إدريس
- سيدي محمد بوغلفى
- الحاج عبد السلام
- سيدي أحمد بن غالم
- سيدي محمد
- سيدي الأشعري
- سيدي الذبي
- سيدي علي درعة
- سيدي فارس
- سيدي أحمد الشريف
- سيدي بومعنى

### أحمد المذكوري
وُلد أحمد كنوني المذكوري عام 1906 في قبيلة المذاكرة بمنطقة الشاوية. عاش وتوفي في مدينة الدار البيضاء عام 1987. تلقى تعليمه الأولي في مدارس منطقته، حيث حفظ القرآن الكريم واكتسب بعض العلوم الأساسية. لاحقًا، واصل دراسته في جامعة القرويين بفاس وتخرج منها.
مهنياً، عمل في أنشطة حرة، خاصة في المجال الزراعي. وفي الوقت نفسه، كان نشطاً سياسياً وكان من القادة الوطنيين للمقاومة ضد الاستعمار الفرنسي في المغرب. بعد اضطراره للفرار، لجأ إلى تطوان قبل أن يعود إلى الدار البيضاء بعد الاستقلال.
كما ترك ديوان شعر مخطوط بعنوان "الشعر و النضال"، وهو محفوظ لدى أسرته. تعكس أعماله ثقافته الدينية وتعلقه بالتراث. تناولت قصائده، رغم أسلوبها التقليدي وصورها الشعرية المحدودة، مواضيع متنوعة مثل مدح شعبه في نضالهم ضد الاستعمار، والتعبير عن الحب، ووصف عظمة العلم، وتكريم المرأة المتعلمة، إلى جانب نصائح موجهة لابنه.

## العائلات الكبيرة[1]
العائلات الكبيرة عديدة بين أولاد علي والمذاكرة.
عند أولاد علي:
- عائلة أولاد المدكورية، التي تمتلك ظهيرا من السلطان مولاي عبد العزيز يمنحها قيادة القبيلة.
- عائلة القاضي الحاج محمد بن عبد الله ولد العدلاني.
- عائلتا أولاد الخياط وأولاد بن سمين.

في فرع أولاد صباح :
- عائلات أولاد الفرجية، علي بلعربي، الحاج بلحاج، وحمو بلحاج.
- عائلات أولاد الشرفاء، أولاد علاي، سي الطيبي الجابري، أولاد محمد بن سليمان، أولاد التهامي، وأولاد رتال.
- عائلة المعطي بن كلوك الفايدي.

عند الأحلاف، العائلات البارزة تشمل:
- عائلات الحمر بن منصور، القائد محمد بن العربي، وعلي بلحاج.
- عائلات العربي بن قدور، أولاد الخطاب، ولد بوشعيب بن الغزواني.
- عائلات المعطي ولد البير وسي بن عزة بن شرقي.

أما عند المليلة:
- عائلات القائد المعطي بن الطاهر والحاج المكي بن بلهول.
- عائلات أولاد بوعزة بن المبارك، أولاد الحاج الكبير بن مصطفى، وأولاد الشيخ.
- عائلات أولاد بوشتى وأولاد سي محمد بن العربي.

### الصوف
يشكل أولاد صباح وأولاد علي صوف موالين اللوطا، الذين يعيشون في السهول ويعترفون عمومًا بسلطة المخزن. في المقابل، يعيش الأحلاف والمليلة في الغابات، حيث عاشوا دائمًا في استقلالية وشكلوا مجموعة موالين الغابة.
رغم أن المليلة والأحلاف كانوا دائمًا يدّعون العيش في أخوة حتى زمن السلطان مولاي عبد العزيز، تغير الوضع خلال فترة السيبة. ورغم انتمائهم إلى نفس الصوف، حدثت مواجهة بين الفصيلين قبل حوالي خمسة عشر عامًا أثناء سوق (سوق). نشب خلاف بين أحد أفراد المليلة وأحد أفراد الأحلاف انتهى بمقتل المليلي، مما أدى إلى اندلاع حرب بين المجموعتين. هُزمت المليلة واضطرت للتراجع إلى ما وراء منطقة الداتا، مما أدى إلى التعدي على أراضي أولاد علي. في تلك الفترة تم إنشاء سوق الخميس الخاص بالمليلة.

### مجلس الأعيان
لم يعد هناك وجود لمجلس الأعيان لدى المذاكرة أو أولاد علي. في الماضي، كانت هذه المجالس تُعقد عند ضريح سيدي بن عبيد الكلكولة، بالقرب من دار الأحمر بن منصور. وكان المجلس (الجماعة) يُرأس من طرف الأحمر بن منصور.
كانت هذه الجماعة، المعروفة باسم جماعة الجوانب، تجمع وفودًا من جميع الفصائل. وكانت تُعقد في مناسبات مثل السرقات أو جرائم القتل، وتنظم الجاوكة (الشرطة القبلية)، وتخطط للهجمات على القبائل المجاورة.

## الشرفاء
يمثل الشرفاء (النبلاء المنحدرون من النبي محمد) عائلتان رئيسيتان: أولاد بن سمين وأولاد سيدي أحمد.
تمتلك عائلة أولاد بن سمين عدة ظهائر صادرة عن الدولة العلوية، بدءًا من عهد مولاي إسماعيل وصولًا إلى عهد مولاي عبد العزيز، مرورًا بسيدي محمد بن عبد الله، مولاي عبد الرحمن، سيدي محمد بن عبد الرحمن، ومولاي الحسن (مع ظهورين صادرين خلال عهده). تقدم الوثائق الأقدم صعوبة في قراءتها بسبب بهتان الحبر (السماق) مع مرور الزمن.
تتشابه هذه الظهائر في محتواها، حيث إن الأخيرة لا تقوم سوى بتجديد الامتيازات التي منحها مولاي إسماعيل لشرفاء سمين. أحدث هذه الظهائر مؤرخ بتاريخ 6 جمادى الثانية سنة 1313 هجرية. وفيما يلي مضمونه:
« نحن نجدد للمُرابطين، الشرفاء المنحدرين من السيد الطاهر والصالح سيدي محمد بن إسماعيل والمقيمين ببلاد تامسنا، الحقوق التي منحت لهم بموجب ظهائر أسلافنا الموقرين. يجب أن يتمتعوا بالاعتبار والاحترام، وأن يُعاملوا بمعاملة كريمة. سيتم التعامل معهم وفق العادات المقررة في الماضي. وعلى المسؤولين والحكام السهر على تنفيذ أمرنا هذا. حُرر في 6 جمادى الثانية من سنة 1313 هجرية. »